# Ouragan Connie
 (août 2012).
Si vous disposez d'ouvrages ou d'articles de référence ou si vous connaissez des sites web de qualité traitant du thème abordé ici, merci de compléter l'article en donnant les références utiles à sa vérifiabilité et en les liant à la section « Notes et références ».
L’ouragan Connie est un ouragan de catégorie 4, survenu pendant la saison cyclonique de 1955. Il a provoqué d'importantes inondations dans l'Est des États-Unis quelques jours avant l'Ouragan Diane, qui a affecté la même région.

## Déroulement
Au début, l'ouragan Connie n'était qu'une vague tropicale au sud de l'océan atlantique. Le 3 août 1955, Connie atteint le stade d'un ouragan au large des îles du Cap-Vert.
L'ouragan se déplace dans une direction d'ouest à ouest-nord-ouest, tout en augmentant d'ampleur et d'intensité. Il passe à 83 kilomètres au nord des îles Sous-le-vent nord et Porto Rico.
Le lendemain, l'ouragan poursuit son chemin vers le nord-ouest à 300 kilomètres aux Bahamas et tue 20 personnes. Le 9 et le 10 août,l'ouragan dérive vers l'ouest-nord et ouest et, pendant la soirée du 10, il vire vers le nord.
L'ouragan a occasionné les inondations les plus coûteuses et les plus destructives des annales du nord-est des États-Unis. Entre les 10 et 12 août, vu sa lente progression, a déverser[Quoi ?] sur la Caroline du nord et, plus au nord, sur les États du nord-est, ainsi que sur la Nouvelle-Angleterre. Ce n'est que lorsque l'ex-ouragan a atteint la région des Grands Lacs que les pluies ont cessé. Il est tombé près de 30 centimètres de pluies entre les environs de la Baie Chesapeake et l'extrémité sud de l'état de New York. Les réparations ont coûté 70 millions de $. Connie se dissipe le 15 août 1955.